# جيرمين مونتيرو
جيرمين مونتيرو (بالفرنسية: Germaine Montero)‏ هي ممثلة فرنسية، ولدت في 22 أكتوبر 1909 بباريس في فرنسا، وتوفيت في 29 يونيو 2000 في فرنسا.

## وصلات خارجية
- جيرمين مونتيرو على موقع IMDb (الإنجليزية)
- جيرمين مونتيرو على موقع ألو سيني (الفرنسية)
- جيرمين مونتيرو على موقع ميوزك برينز (الإنجليزية)
- جيرمين مونتيرو على موقع تيرنر كلاسيك موفيز (الإنجليزية)
- جيرمين مونتيرو على موقع أول موفي (الإنجليزية)
- جيرمين مونتيرو على موقع قاعدة بيانات الأفلام السويدية (السويدية)
- جيرمين مونتيرو على موقع ديسكوغز (الإنجليزية)
- جيرمين مونتيرو على موقع قاعدة بيانات الفيلم (الإنجليزية)
- جيرمين مونتيرو على موقع كينوبويسك (الروسية)